# Бартали, Джино
Джино Бартали (18 июля 1914 — 5 мая 2000) — итальянский велогонщик, самый известный итальянский велогонщик до Второй мировой войны. Бартали дважды выигрывал Тур де Франс (1938 и 1948) и трижды — Джиро д’Италия (в 1936, 1937 и 1946 годах). Также Бартали рекордные семь раз выигрывал майку «Короля Гор» Джиро д’Италия, а десятилетний промежуток между его двумя победами на Тур де Франс до сих пор является самым большим интервалом между двумя победами одного гонщика в истории этих соревнований.

## Спортивная карьера
Джино Бартали родился в небольшом городке Понте-а-Эма близ Флоренции. Он был многообещающим велогонщиком-любителем и перешёл в профессионалы в 1935 году, после чего выиграл этап и майку «Короля Гор». В 1936 году он выиграл общий зачёт на Джиро вместе с победой на классической гонке «Джиро ди Ломбардия», однако из-за смерти своего брата Джулио в гоночной аварии Джино едва не оставил спорт.
После долгих уговоров он вернулся в велогонки и выиграл Джиро вторично в 1937 году. Его выступление на Тур де Франс проходило неплохо (он выиграл этап и ехал в жёлтой майке лидера), но из-за травмы, полученной во время падения на одном из этапов, Бартали был вынужден сойти с дистанции. В 1938 году он пропустил Джиро из-за фашистской диктатуры Бенито Муссолини, однако сконцентрировался на Тур де Франс и выиграл его. К сожалению, из-за напряжённой обстановки в Европе Италия решила не посылать своих спортсменов на Тур 1939 года, из-за чего Бартали не имел возможности защитить свой титул.
Бартали был известен как специалист по горным этапам и стал первым, кто использовал новую систему переключения передач. До того две «звёздочки» передач располагались по разные стороны заднего колеса, и для переключения между ними необходимо было остановить велосипед и переставить заднее колесо другой стороной. Новая система позволяла гонщику переключаться между передачами, не останавливаясь.
После Второй мировой войны Бартали ещё по одному разу выиграл Джиро и Тур де Франс, причём вторая победа стала самой знаменитой в его карьере (в течение гонки Бартали уступал соперникам, но благодаря сильному выступлению в горах пришёл первым). Также Бартали побеждал на таких классических гонках, как Милан — Сан-Ремо, Джиро Ломбардии и Тур Швейцарии. Бартали был четырёхкратным чемпионом Италии.
Сам Джино предпочитал велосипеды фирмы Legnano, на которых и выступал.

## Бартали и Коппи
Бартали вырос в глубоко религиозной семье в Тоскане и за свою религиозность получил прозвище «Набожный Джино». Говорили, что он заставлял своих партнёров извиняться, когда они ругались, а также настаивал на молитве перед каждым блюдом. В отличие от него, Фаусто Коппи, много лет помогавший Бартали в гонках, вырос в гораздо более либеральной северной Италии и вообще не был религиозным. Поэтому консервативного и религиозного Бартали поддерживали на аграрном Юге, в то время как болтливый и неутомимый в исследованиях новых методик Коппи был героем Севера.
Тем не менее Бартали настаивал на включении Коппи в свою команду после сезона 1939 года и даже помог ему выиграть Джиро 1940 (после того, как падение свело шансы самого Бартали к нулю). Соперничество Бартали и Коппи было объектом пристального внимания и включило в себя много выдающихся гонок.
Когда в 1946 году возобновились профессиональные велогонки, Бартали с небольшим отрывом победил Коппи на Джиро, в то время как Коппи выиграл гонку Милан — Сан-Ремо. Бартали дважды выиграл Тур Швейцарии, ещё одну гонку Милан — Сан-Ремо и «Тур де Франс» 1948 года — десять лет после своей первой победы. Коппи же, в свою очередь, выиграл Джиро 1947 года, Джиро Ломбардии и Гран-При Наций.
Несмотря на соперничество, достигшее наивысшего уровня во время Джиро 1949 года, выигранного Коппи, Бартали помогал Коппи во время «Тур де Франс» 1949 года. Например, во время горного альпийского этапа Коппи и Бартали поочередно ждали друг друга во время проколов колёс, после чего Коппи отдал победу на этапе (вместе с жёлтой майкой) Бартали, который в тот день праздновал 35-летие. Коппи отобрал жёлтую майку на следующем этапе, когда Бартали пробил колесо незадолго до финиша, после чего сохранил её до финиша последнего этапа в Париже (Бартали тогда стал вторым).
В 1950 году Бартали снова был лидером итальянской команды на Туре (Коппи решил не соревноваться в тот раз), однако из-за угроз со стороны безумных фанатов итальянская команда снялась с гонки.

## Праведник мира
10 октября 2013 года Иерусалимский музей-мемориал Катастрофы Яд ва-Шем признал итальянского велогонщика Джино Бартали посмертно Праведником мира.
В заявлении мемориала говорится, что во время немецкой оккупации Италии, начавшейся в сентябре 1943 года, Бартали, набожный католик, входил в сеть по спасению евреев, которую возглавляли раввин Флоренции Натан Кассуто и архиепископ Флоренции кардинал Элиа Далла Коста. Организация, в которую входили евреи и христиане, спасла сотни местных евреев и еврейских беженцев с территорий, которые ранее находились под итальянским контролем, в основном, во Франции и Югославии. Решение о признании Джино Бартали Праведником мира было, в том числе, основано на свидетельствах, полученных и опубликованных итальянским ежемесячником «Еврейские страницы». Среди тех, кто сообщил о роли Бартали в спасении евреев, был Джорджо Гольденберг, который рассказал, что велогонщик спрятал его вместе с родителями в своем подвале. Роль Бартали в тайной организации состояла в том, что он курсировал между городами, делая вид, что тренируется перед соревнованиями, и доставлял местным евреям, в том числе раввину Кассуто, поддельные документы, которые прятал в руле и седле своего гоночного велосипеда. Когда же его останавливали для проверки, Бартали просил не трогать его велосипед, поскольку он якобы отрегулирован особым образом для достижения наилучших результатов.

## Фотографии
- Дом, где родился Джино Бартали в Понте-а-Эма (Флоренция)
- Коппи и Бартали в 1940-х годах
- Бартали с семьёй, 1963 год